# Parlement de la république des Deux Nations
Le Parlement de Pologne-Lituanie ou Sejm général (en polonais sejm walny), est le parlement bicaméral de la république des Deux Nations.

## Histoire
Il a été créé par l'Union de Lublin en 1569 à la suite de la fusion des législatures des deux États, le Sejm du royaume de Pologne et le Seimas du grand-duché de Lituanie. C'était l'un des principaux éléments de la gouvernance démocratique dans le Commonwealth (Liberté dorée). Le sejm était une institution politique puissante et le roi ne pouvait pas adopter de lois sans l'approbation de cet organe.
Les deux chambres d'un sejm étaient le Sénat composé de hauts fonctionnaires ecclésiastiques et laïques, et la chambre basse, la Chambre des députés, le sejm proprement dit, des fonctionnaires de rang inférieur et les représentants de tous les szlachta. Avec le roi, les trois étaient connus sous le nom de domaines sejming, ou domaines du sejm (stany sejmujące, littéralement, domaines délibérants).

## Fonctionnement
La durée et la fréquence des sejms ont changé au fil du temps, la session sejm de six semaines convoquée tous les deux ans étant la plus courante. Les emplacements de Sejm ont changé au cours de l'histoire, la capitale du Commonwealth de Varsovie devenant finalement le lieu principal. Le nombre de députés et de sénateurs du sejm a augmenté au fil du temps, passant d'environ 70 sénateurs et 50 députés au XVe siècle à environ 150 sénateurs et 200 députés au XVIIIe siècle. Les premiers sejms ont vu principalement le vote à la majorité, mais à partir du XVIIe siècle, le vote à l'unanimité est devenu plus courant et 32 sejms ont fait l'objet d'un veto avec la disposition du liberum veto, en particulier dans la première moitié du XVIIIe siècle.
En plus des sessions régulières du sejm général, à l'ère des élections libres, à partir de 1573, trois types spéciaux de sejms (sejms de convocation, d'élection et de couronnement) ont géré le processus de l'élection royale pendant la période de l'interrègne. Au total, 173 sejms se sont réunis entre 1569 et 1793.